# José Castulo Zeledón
José Castulo Zeledón (24 de março de 1846 - 16 de julho de 1923) foi um ornitologista da Costa Rica.